# Kitseküla (Kastre)
Kitseküla is een plaats in de Estlandse gemeente Kastre, provincie Tartumaa. De plaats heeft de status van dorp (Estisch: küla) en telt 41 inwoners (2021).
De plaats lag tot in oktober 2017 in de gemeente Haaslava. In die maand ging de gemeente op in de fusiegemeente Kastre.
Ten oosten van Kitseküla ligt een meer, het Kitseküla järv met een oppervlakte van 2,3 ha.

## Geschiedenis
Kitseküla betekent ‘geitendorp’. De wijk Kitseküla in Tallinn is inderdaad zo genoemd omdat er geiten werden gehouden, maar de naam van het dorp is waarschijnlijk afgeleid van de bijnaam van een boer die hier woonde. Het dorp werd in 1767 voor het eerst genoemd onder de naam Kitse küll.